# Edward Hardwicke
Edward Cedric Hardwicke (London, Egyesült Királyság, 1932. augusztus 7. – Chichester, West Sussex, 2011. május 16.) brit (angol) színpadi és filmszínész. Ismert szerepe Dr. Watson alakítása a Granada TV 1984-es Sherlock Holmes kalandjai című tévésorozatában.

## Élete

### Származása, tanulmányai
Színészházaspár gyermeke volt. Édesapja Sir Cedric Hardwicke (1893–1964) színész, rendező és producer, édesanyja Hardwicke első felesége, Helena Pickard (1900–1959) színésznő volt. Edward mát 1939-ban, hét esztendősen gyermekszínészként debütált a színpadon. 1943-ban, tízéves korában Hollywoodban Spencer Tracy oldalán feltűnt az A Guy Named Joe című háborús filmben. 1944-ben hazatért Angliába, befejezte iskoláit. 
1951–1952-ben repülős alhadnagyként (pilot officer) szolgált a Brit Királyi Légierőnél. Leszerelése után a londoni Royal Academy of Dramatic Art (RADA) színiakadémián tanult.

### Színészi pályája
Felnőttként 1953-ban kapta első filmszerepét a Hell Below Zero angol kalandfilmben. Egy évvel később debütált a londoni West Enden. Játszott a Bristol Old Vic, az Oxford Playhouse és a Nottingham Playhouse társulatában. 1964-ben Laurence Olivier társulatának tagja lett a londoni Royal National Theatre-ban. A következő évtizedekben igen sokat szerepelt színpadokon. Színházi munkája mellett filmes mellékszerepeket is vállalt.
Nemzetközi elismertségét Dr. Watson szerepével érte el, a brit Granada Television Sherlock Holmes kalandjai című tévésorozatában, ahol a  címszereplőt Jeremy Brett alakította. A sorozatot 1984–ben kezdték sugátozni, az első két évadban Dr. Watsont még David Burke alakította, aki 1986-ban kivált, és a szerepet Hardwicke kapta meg. Több, mint 20 Sherlock-filmben alakította Watsont, a sorozaton kívül is, az 1987-es A Négyek jele és a az 1988-as A sátán kutyája című filmekben.
Több jelentős irodalmi és történelmi filmben játszott fontos mellékszerepeket. 1995-ben Lord Stanleyt játszotta Richard Loncraine rendező modern korunkba helyezett III. Richárd-filmjében, a címszereplő Ian McKellen mellett. Shekhar Kapur rendező 1998-as Elizabeth-filmjében Arundel grófját alakította, az I. Erzsébet királynőt játszó Cate Blanchett mellett. A 2010-es években nagyszámú brit televíziós sorozatban jelent meg.

### Magánélete
Kétszer nősült. Első házasságából, melyet 1957-ben Anne Iddon (1935–2000) színésznővel kötött, két leánya született. Később elváltak. 1994-ben Prim Cottont vette feleségül, aki haláláig mellette maradt. Egyik leánya, Emma (Éanna) Hardwicke egy ideig szintén színésznőként működött.

### Elhunyta
Élete utolsó éveiben rákbetegséggel küzdött. 2011. május 16-án, 78 éves korában hunyt el egy chichesteri hospice-ban.

## Főbb filmszerepei
- 1943: A Guy Named Joe; George, angol fiú (névtelen gyermekszereplő)
- 1954: Hell Below Zero; Ulvik
- 1954: The Men of Sherwood Forest; bujdosó
- 1960: Danger Man, tévésorozat, határőr
- 1968: Hívd a férjem találkára (A Flea in Her Ear); Pierre Chandebisse, Victor unokaöccse
- 1968: Sherlock Holmes; tévésorozat, Mr. Davenport
- 1969: Banditák hálójában (Otley); Lambert
- 1973: A Sakál napja (The Day of the Jackal); Charles Harold Calthrop
- 1974: Thriller, tévésorozat; Gifford
- 1975: Edward the Seventh, tévésorozat; Lord Rosebery
- 1977: Az Onedin család (The Onedin Line), tévésorozat; Margesson
- 1977: A lány szelleme (Full Circle); Paul Winter kapitány
- 1978: Holocaust (A Weiss család története), tévé-minisorozat; Biberstein
- 1973–1978: Anyám büszke lehet (Some Mothers Do ’Ave ’Em); Mr. Lawrence / Hooper
- 1979: Kalandos történetek (Ripping Yarns); Mr. Girton
- 1981: A bunker (The Bunker), tévéfilm; Dieter Stahl
- 1981: Kígyóméreg (Venom); Lord Dunning
- 1985: Pici, az elveszett legenda titka (Baby: Secret of the Lost Legend); Dr. Pierre Dubois
- 1985: Titus Andronicus, tévéfilm; Marcus
- 1987: A Négyek jele (The Sign of Four); Dr. Watson
- 1986–1988: Sherlock Holmes visszatér (The Return of Sherlock Holmes), tévésorozat; Dr. Watson
- 1988: A sátán kutyája (The Hound of the Baskervilles); Dr. Watson
- 1991: Az igazság malmai (Let Him Have It); iskolaigazgató
- 1991–1988: Sherlock Holmes naplójából (The Case-Book of Sherlock Holmes) tévésorozat; Dr. Watson
- 1993: Árnyékország (Shadowlands); Warnie Lewis
- 1994: Sherlock Holmes emlékiratai (The Memoirs of Sherlock Holmes), tévé-minisorozat; Dr Watson
- 1995: III. Richárd (Richard III); Lord Thomas Stanley
- 1995: A skarlát betű (The Scarlet Letter); John Bellingham kormányzó
- 1996: Higgy nekem (Hollow Reed); főbíró
- 1997: Csoportkép tündérekről (Photographing Fairies); Sir Arthur Conan Doyle
- 1998: Elizabeth; Arundel earlje
- 1999: Mária, Jézus anyja (Mary, Mother of Jesus), tévéfilm; Zakariás
- 1999: Gyilkos gének (The Alchemists); Richard Bannerman
- 2000: Kezdetben vala (In the Beginning); Izsák
- 2000: Copperfield Dávid (David Copperfield); Mr. Wickfield
- 2001: Enigma; Heaviside
- 2001: Az elveszett város kalandorai (She); Ludovico H. Holly
- 2002: Churchill – A brit oroszlán (The Gathering Storm); Mr. Wood
- 2003: Igazából szerelem (Love Actually); Sam nagyapja
- 2004: Agatha Christie: Poirot (Poirot), Hétvégi gyilkosság (The Hollow) c. rész; Sir Henry Angkatell
- 2004: Holby Városi Kórház (Holby City); Roy Manders
- 2005: Twist Olivér (Oliver Twist); Mr. Brownlow
- 2007: Fanny Hill – Egy örömlány emlékiratai (Fanny Hill) (tévé-minisorozat); Mr. Goodyear